# Mai 1799

## Événements

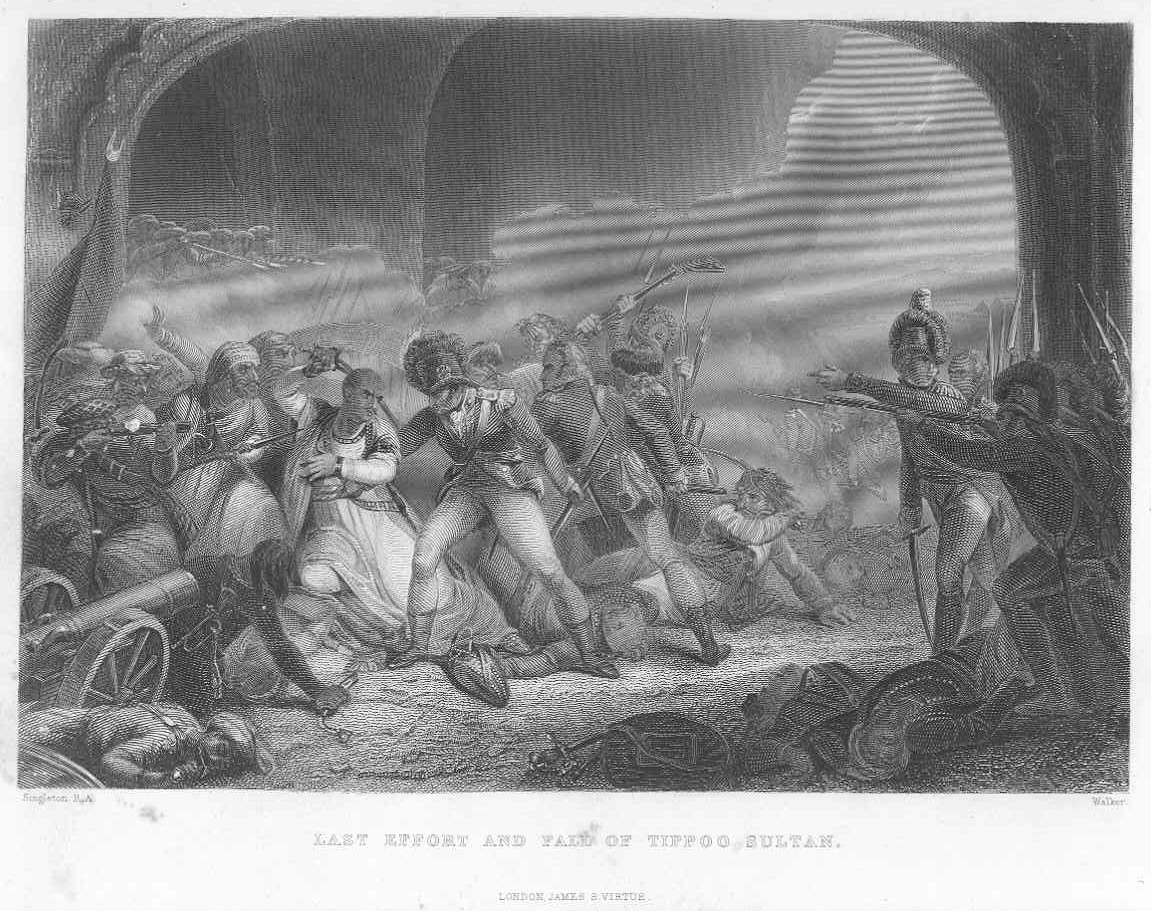
4 mai : mort de Tippoo-Sahib

- Égypte : Bonaparte égyptianise l’administration, portant un coup sérieux à l’influence turque[1].

- 4 mai, Inde : Tippoo-Sahib est vaincu et tué par Lord Wellesley à Seringapatam (aujourd'hui Srirangapatna). Mysore tombe sous contrôle britannique[2]. La Compagnie annexe une partie de ses territoires (Canara) et crée pour le reste des États vassaux.

- 12 mai, Italie : bataille de Bassignana.

- 17 mai : échec de Bonaparte devant Saint-Jean-d'Acre[3].

- 20 mai, France (1er prairial an VII) : Sieyès, partisan d'une révision de la constitution, remplace Reubell au Directoire.

- 27 mai :
  - Bataille de Finges.
  - Bataille de Winterthour.

## Naissances
- 12 mai : William Gossage (mort en 1877), chimiste, industriel et inventeur anglais.
- 20 mai : Honoré de Balzac (mort en 1850), écrivain français célèbre.
- 21 mai : Mary Anning (morte en 1847), collectionneuse de fossiles et paléontologue britannique.
- 27 mai : Bernard-Jacques-Joseph-Maximilien de Ring (mort en 1873), archéologue, dessinateur et historien franco-allemand.

## Décès
- 13 mai : Martyrs de Casamari, religieux cisterciens, martyrs, bienheureux.
- 26 mai : James Burnett, Lord Monboddo (né en 1714), philosophe et philologue écossais.